# 桜木信介
桜木 信介（さくらぎ しんすけ、1979年6月19日 - ）は、日本の男性俳優、声優。三重県出身。身長163cm、血液型はO型。2006年4月1日に劇団青年座に入団。

## 主な出演作品

### 映画
- 母べえ
- クライマーズ・ハイ
- 釣りバカ日誌18
- 陸に上った軍艦（国崎富吉）

### テレビドラマ
- 相棒 Season 11（尾藤正和）

### 舞台
青年座公演
2007年
- 『あおげばとうとし』本多劇場（久永幸夫）

2008年
- 『評決－昭和三年の陪審裁判』青年座劇場／地方公演（拘留所職員）

2009年
- 『千里眼の女』紀伊国屋ホール（藤教篤）
- 『第三の証言』青年座劇場（電報配達夫）

2010年
- 『昭和の子供』青年座劇場（伊東勝）

2012年
- 『タカラレ六郎の仇討ち』紀伊国屋ホール（海野音彦）

2013年
- 『横濱短篇ホテル』紀伊国屋ホール（長谷川プロデューサー）

2024年
- 『諸国を遍歴する二人の騎士の物語』吉祥寺シアター[3]

外部出演
2007年
- 『その鉄塔に男たちはいるという』青年座劇場（城之内）

2008年
- 『ジョバンニの父への旅』青年座劇場（ザネリ）

2009年
- 『3on3（青島先生）』青年座劇場（井上）

2011年
- 『雨』新国立劇場（丁稚）
- 『ムエン一族』青年座劇場（田代正彦）

2012年
- 『死んでたまるか！』青年座劇場

2013年
- 『白雲を望む』青年座劇場（高崎佐太郎）

### 吹き替え
- アウトロー・キング スコットランドの英雄（エドワード2世〈ビリー・ハウル〉）※Netflix版
- iCarly
- ER緊急救命室シーズンXIV #2（マーカス・ユーデスキ〈シェイン・ブラデス〉）
- イ・サン
- ヴェロニカ・マーズ（ホーシャック）
- ウォーロード/男たちの誓い
- NCIS 〜ネイビー犯罪捜査班
- エンバー 失われた光の物語（トック）
- ギガンテス
- 恋するアンカーウーマン（ジーン）
- GOUDATSU 強奪（チョビー）
- ザ・ウォンテッド（アメジスト）
- ザ・パシフィック（ユージン・スレッジ2等兵）
- シークレット・サークル
- ジェリコ 閉ざされた街
- シックハウス（クライブ）
- 食客（漁師 他）
- ストライキング・レンジ
- セラフィム・フォールズ（キッド）
- 頭上の敵機（ジョー・コッブ）
- 太王四神記
- チェ 28歳の革命（イスラエル）
- チャームド 〜魔女3姉妹〜
- 朱蒙 (テレビドラマ)
- トランスバトラー（ティモン）
- パーフェクトゲーム 究極の選択（ジャマール）
- ファイナル・デス・ゲーム（ミゲル）
- プレヒストリックパーク
- 麦の穂をゆらす風（クリス・ライリー）
- 名探偵モンク5・6
- ザ・クローザー（オキーフ）

### テレビアニメ
- ARIA The ORIGINATION（運送屋）
- 戦場のヴァルキュリア（兵士B）
- ソウルイーター（幹部C）
- 薬師寺涼子の怪奇事件簿

### CM
- NTT東日本　FLET'S光　（ラジオCM）